# サムソンとデリラ (オペラ)

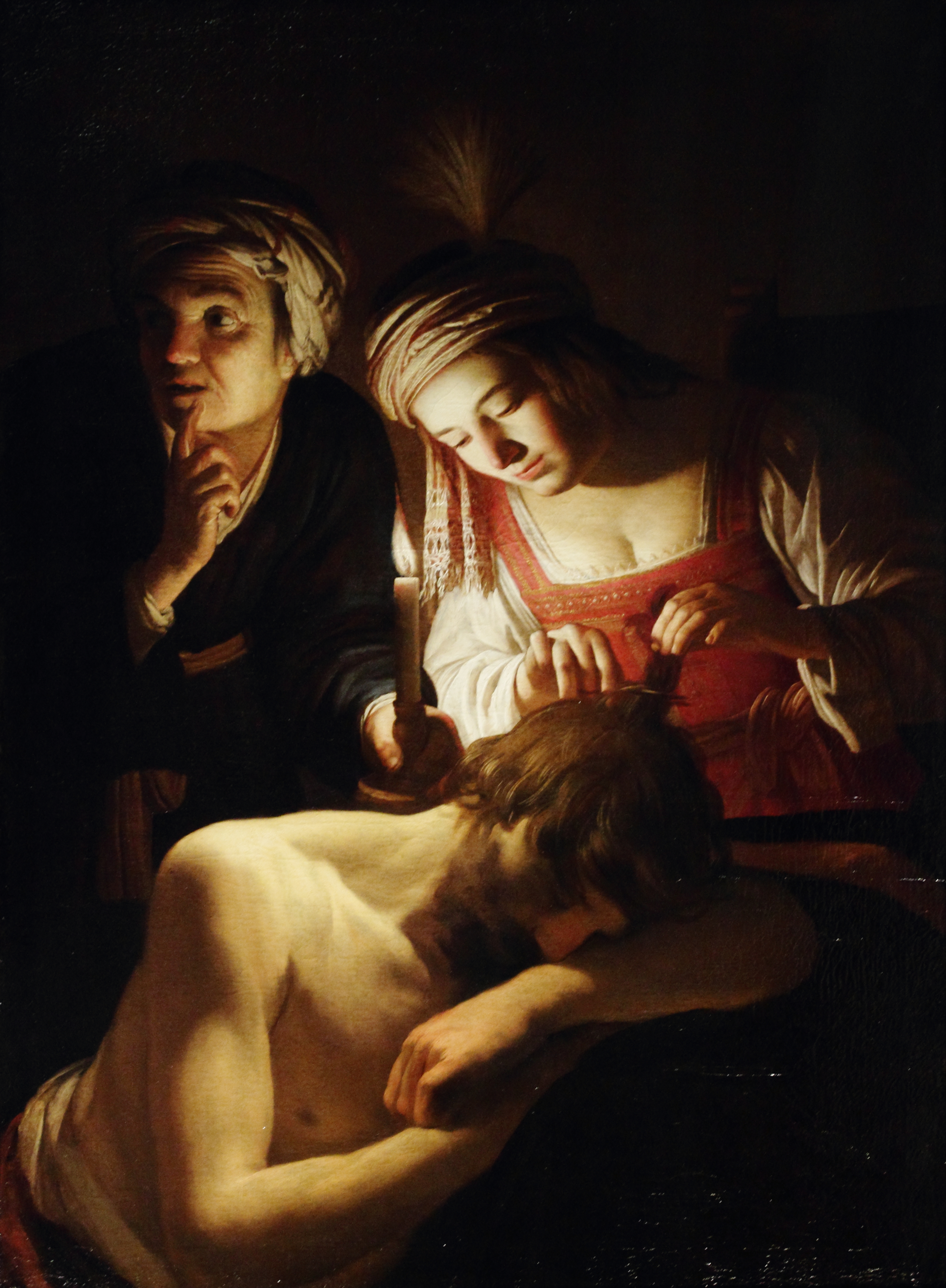
ヘラルト・ファン・ホントホルストによるサムソンとデリラ（1615年）

『サムソンとデリラ』（Samson et Dalila）は、カミーユ・サン＝サーンスが作曲した3幕からなるオペラ。旧約聖書「士師記」第13章から第16章のサムソンの物語に基づく。『サムソンとダリラ』とも表記される。

## 作曲および初演の経過
サン＝サーンスが『サムソンとデリラ』の作曲に着手したのは1868年であるが、当初はオラトリオとして構想していたという。フランス語のリブレットはサン＝サーンスの従兄弟フェルディナン・ルメール（Ferdinand Lemaire）による。1870年にまず第2幕が完成し、ただちに非公開の試演を行ったが、かんばしい評価が得られなかった。作曲開始から6年後の1874年に完成し、再度第2幕の試演が行われた。この時に好意的な評もあったが、興行側は聖書の物語を題材にしたオペラに抵抗を示し、オペラ座での上演は拒否された。翌1875年に第1幕のみが演奏会形式で、エドゥアール・コロンヌ指揮のコンセール・コロンヌにより初演されたがやはり酷評を受けた。
オペラの全曲初演は1877年12月2日、ヴァイマルの宮廷歌劇場においてドイツ語で行われた。指揮は歌劇場の音楽監督エドゥアルト・ラッセンであるが、この上演はラッセンの前任者であるフランツ・リストの強い希望によって実現した。リストはこのオペラが完成する以前から興味を持っていたのである。フランス初演は1890年3月3日にルーアンで行われ、同年10月31日にパリ初演もエデン劇場にて行われたが、オペラ座で初めての上演が行われ、成功を収めたのは1892年11月23日のことであった（指揮はコロンヌ）。この上演の後30年間に500回上演され、人気作となった。なお、作曲自体はフランス語のテキストを元に行われ、ここからドイツ語訳して初演されたため、今日ではフランス語版がオリジナルと見なされている。

## 作品

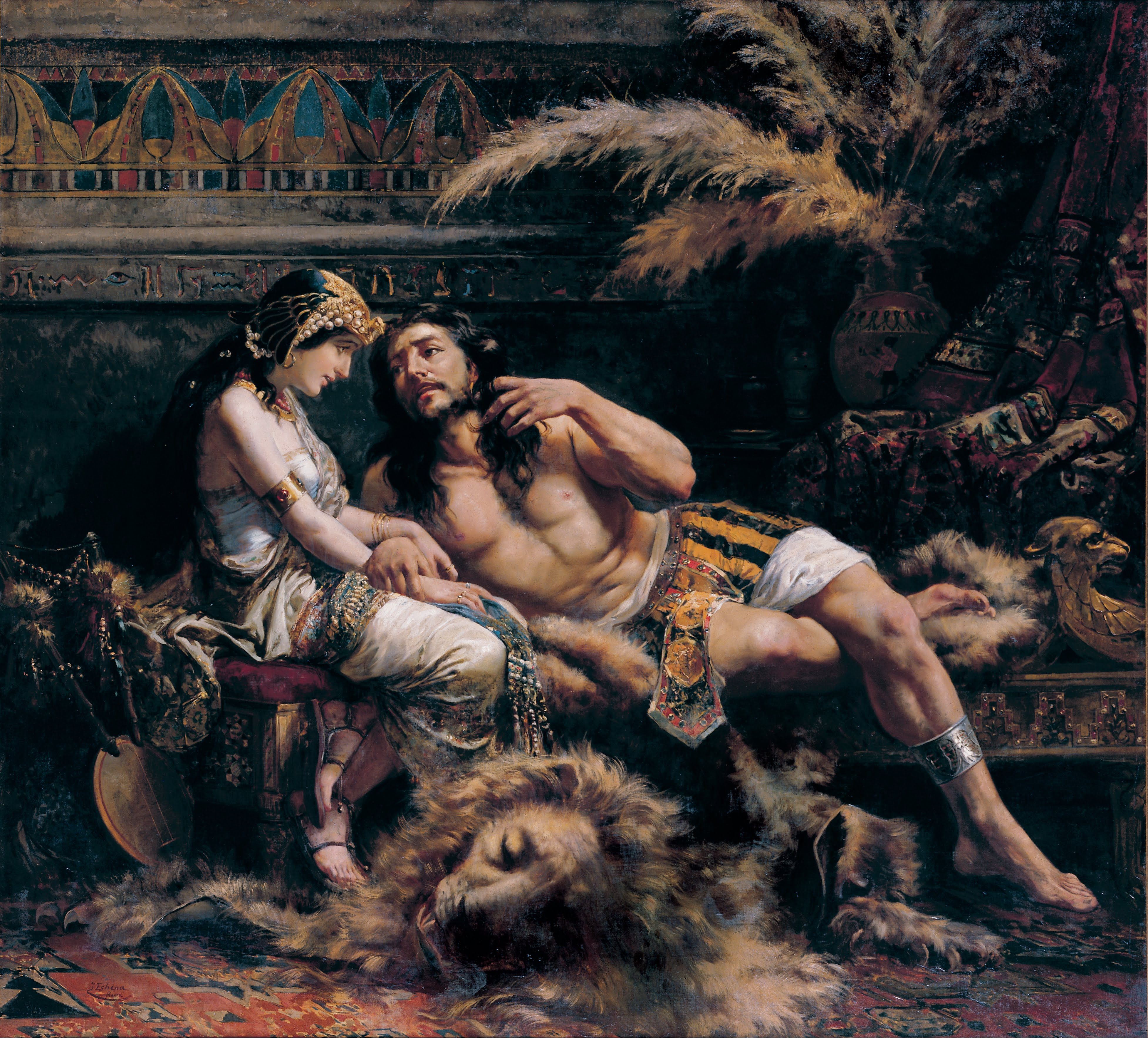
ホセ・エチェナグシアによるサムソンとデリラ

サン＝サーンスのオペラのなかでも特に受けいれられるまでの障壁が大きかったが、もっとも長期にわたる成功をおさめ、13曲のオペラのうち今日でも頻繁に上演される唯一の作品となっている。個別の場面では、東洋的な色彩をもつ第3幕第2場のバレエ音楽「バッカナール」、第2幕第3場の二重唱「あなたの声に私の心も開く」などがとりわけ有名である。
当時のグランド・オペラの様式に沿って書かれているが、そこから逸脱した部分もある。3幕制であるほか、例えばト書きが当時のオペラとして非常に少ないのは、この作品がオラトリオとして構想されたことを反映している。また、番号制に従っていないことや、ライトモティーフ的に旋律を扱っていることにはリヒャルト・ワーグナーの影響が指摘されるが、アンドレ・メサジェや伝記作者のミヒャエル・シュテーゲマン (Michael Stegemann) は、短い動機でなく一定の長さの旋律を変奏させている点でワーグナーとは異なるとしており、またオーケストレーションの透明さも非ワーグナー的である。
同時期に作曲されたジョルジュ・ビゼーの『カルメン』と並び、メゾソプラノを主役にした数少ないオペラの一つである（ロッシーニなどにもメゾソプラノを主役にしたものはあるが、当時はソプラノとの明確な区別がなかった）。

## 楽器編成
- 木管楽器:フルート2、ピッコロ、オーボエ2、コーラングレ、クラリネット2、バス・クラリネット、ファゴット2、コントラファゴット
- 金管楽器:ホルン4、トランペット2、コルネット2、トロンボーン3、チューバ、オフィクレイド2
- 打楽器:ティンパニ、大太鼓、シンバル、トライアングル、グロッケンシュピール、ラチェット、カスタネット、タンブリン、タムタム
- その他:弦五部、ハープ2

## 登場人物

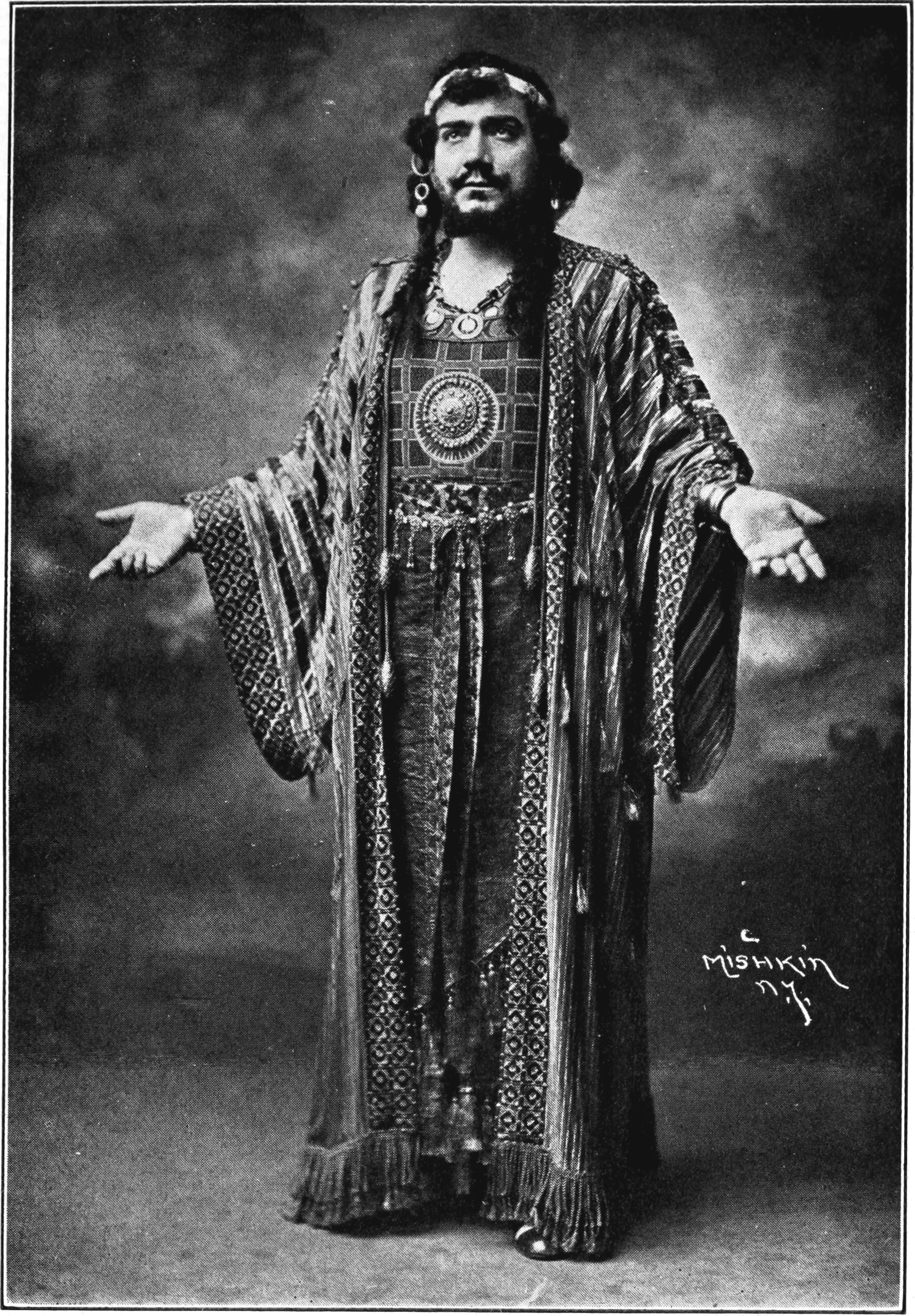
サムソンに扮するエンリコ・カルーソー。1919年、ハーマン・ミシュキン撮影

| 人物名               | 声域         | 初演時のキャスト 1877年12月2日 指揮：エドゥアルト・ラッセン |
| -------------------- | ------------ | ----------------------------------------------------------- |
| サムソン             | テノール     | フランツ・フェレンツィ                                      |
| デリラ               | メゾソプラノ | アウグスト・フォン・ミュラー                                |
| ダゴンの大祭司       | バリトン     | ハンス・フォン・ミルデ                                      |
| ガザの太守アビメレク | バス         | デングラー                                                  |
| ヘブライの長老       | バス         | アドルフ・ヘンニク                                          |
| 第1のペリシテ人      | テノール     | カール・クノップ                                            |
| 第2のペリシテ人      | バス         | フェリックス・シュミット                                    |
| ペリシテの使者       | テノール     | ヴィニカー                                                  |

- 合唱：ヘブライの民衆、 ペリシテの民衆
- バレエ団：演出による。

## 演奏時間
第1幕：40分、第2幕：40分、第3幕：30分、合計約1時間50分。

## あらすじ
『新グローヴオペラ事典』と『スタンダード・オペラ鑑賞ブック』を参照した。

### 第1幕

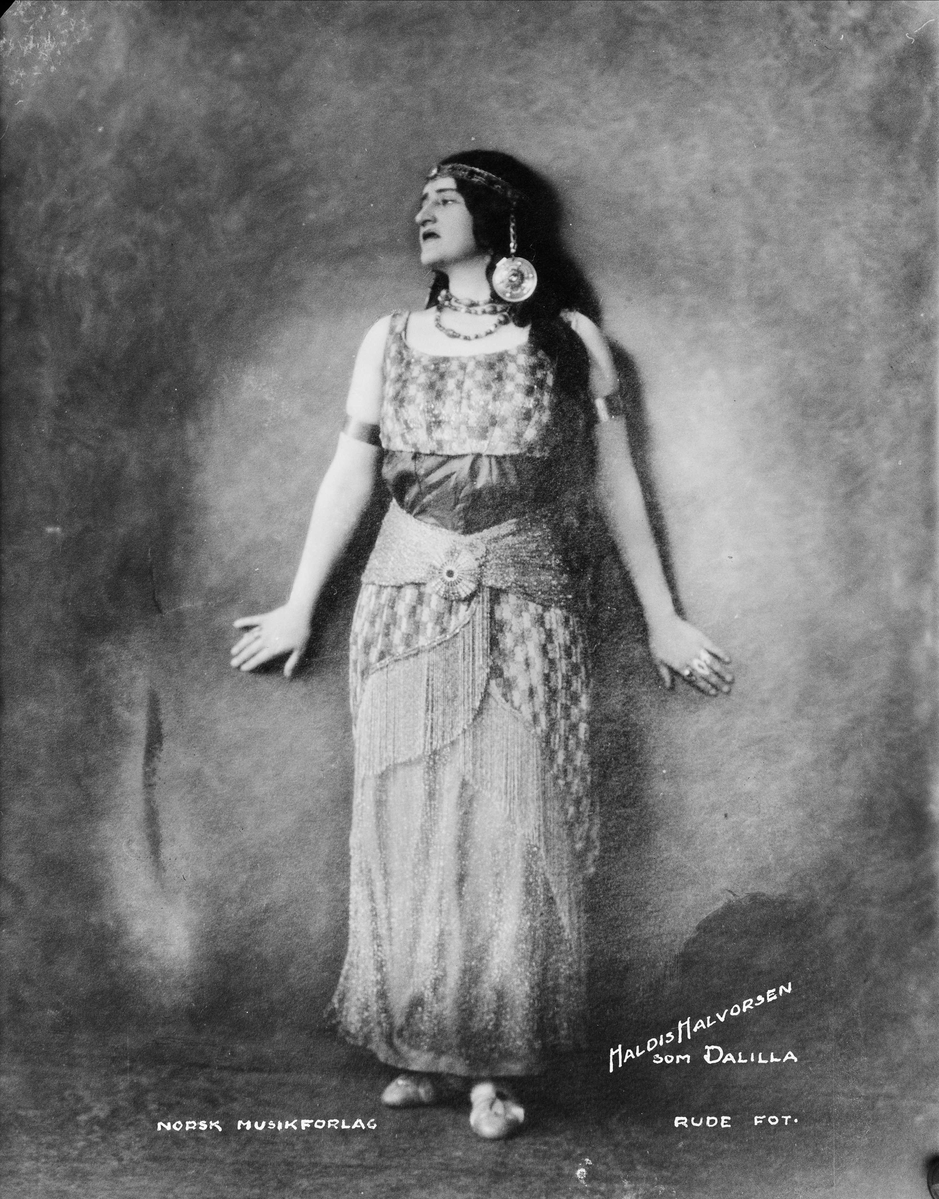
デリラに扮するハルディス・ハルヴォシェン。1919年撮影

第1場
ガザの広場。ペリシテ人たちに支配されたヘブライの民衆たちが合唱で苦しみを歌う。サムソンが登場し、同胞たちを鼓舞する。
第2場
ペリシテ人の太守アビメレクが登場し、ペリシテ人の崇拝するダゴンの神を讃え、ヘブライ人の信じるヤハウェを愚弄する。サムソンに煽られたヘブライ人たちは憤って反抗し、アビメレクはサムソンに襲いかかるが返り討ちに遭って殺される。
第3場
ダゴンの大祭司がアビメレクの死体を発見する。部下たちはヘブライ人の反抗に怯えている。
第4場
サムソンが群衆を率いて暴動を起こしているとの報がもたらされ、大祭司はヘブライ人を呪う。
第5場
朝が明け、ヘブライの長老たちはヤハウェに感謝の祈りを捧げながら開放を喜ぶ。
第6場
ペリシテ人の美女デリラがペリシテの乙女たちとともに現れ、サムソンに心をとらわれたと歌い彼を誘惑する。サムソンは神に祈って誘惑に抗い、ヘブライの長老も危険を警告する。ペリシテの乙女たちが踊りを見せ（ダゴンの乙女たちの踊り Danse des Prêtresses de Dagon）、デリラは恋心を歌ってさらに誘惑する（「春は目覚めて」Printemps qui commence）と、サムソンは抗いながらもすでに心をデリラにとらわれている。

### 第2幕

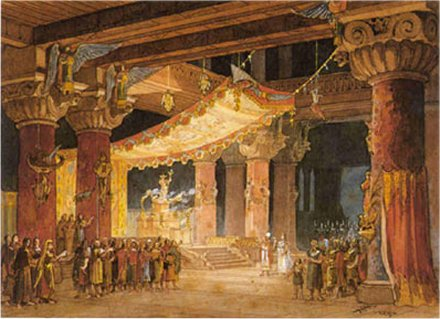
1897年リセウ大劇場での舞台デザイン

第1場
ソレクの谷にあるデリラの家。デリラはサムソンが自分の魅力に屈することを確信している（「愛よ、かよわい私に力を貸して」Amour! viens aider ma faiblesse）。
第2場
大祭司が現れ、ヘブライ人が町を占拠したことを告げる。彼はデリラに、サムソンを篭絡できれば褒美を取らせると持ちかける。しかしデリラはそれを断り、自分はすでに3度サムソンを欺こうとして失敗しており、その憎しみを晴らすために今回こそは誘惑を成功させると答える。2人はサムソンとヘブライ人たちへの復讐を誓う。
第3場
夜が更け、サムソンは躊躇しながらデリラのもとへ忍んでくる。サムソンは必死に彼女をはねつけようとするが、デリラに迫られ、彼女を愛していることを認めてしまう。デリラは喜びとともに愛を歌い、サムソンも応えて二重唱となる（「あなたの声に私の心も開く」Mon coeur s'ouvre à ta voix）。デリラは、愛の証として力の秘密を打ち明けるようサムソンに迫る。神の怒りを暗示する雷鳴が響くなか、サムソンはいちど拒否する。しかしデリラに背を向けられ、ためらいつつも彼女を追って家の中へ入っていく。ペリシテ人の兵士たちが現れ、サムソンは捕らわれる。

### 第3幕

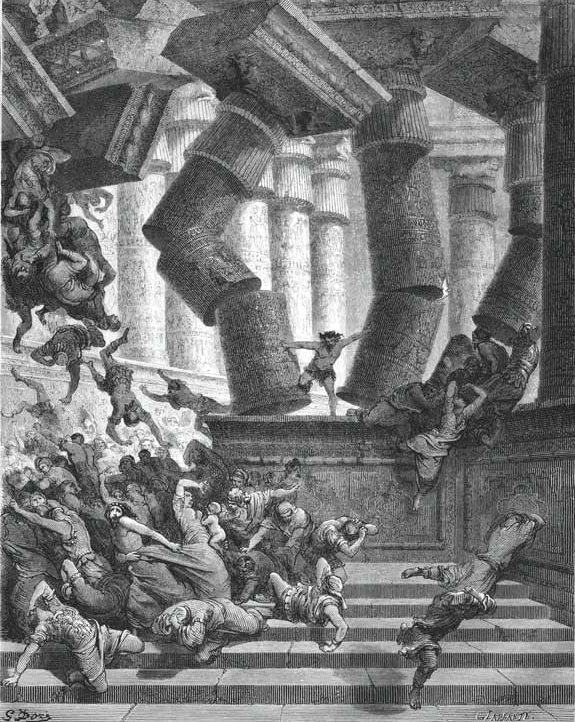
崩壊するダゴンの寺院。ギュスターヴ・ドレ画（1860頃）

第1場
ガザの牢獄。髪を切られたサムソンは力を失い、眼をえぐられ、足枷をはめられて挽き臼を回している（「ご覧ください、この惨めさを」Vois ma misère, hélas!）。ヘブライ人たちはサムソンが神に背いたことを悲しむ。行いを悔いるサムソンは、自らの命と引きかえにヘブライ人たちが救われることを願う。
第2場
ダゴンの寺院。大祭司やデリラが現れ、ペリシテ人たちは勝利を祝う（バッカナール Bacchanale）。
第3場
ペリシテ人の子供に連れられてサムソンが寺院に現れる。デリラは誘惑が計算ずくだったことを明かし、大祭司やペリシテ人たちはサムソンを嘲る。自責するサムソンは、再び力を与えてくれるよう神に祈る。ペリシテ人のダゴンを崇める祭礼が頂点に達したとき、寺院の中央へ連れてこられたサムソンは神に呼びかけながら寺院を支える柱を揺すぶる。柱が倒れて寺院は崩壊し、一同を押しつぶす。

## 主な全曲録音・録画
| 年   | 配役 サムソン デリラ ダゴンの大祭司 ガザの太守アビメレク                                            | 指揮者 管弦楽団 合唱団 | レーベル                                   |
| ---- | --------------------------------------------------------------------------------------------------- | --- | ------------------------------------------ |
| 1962 | ジョン・ヴィッカーズ リタ・ゴール エルネスト・ブラン アントン・ディアコフ                           | ジョルジュ・プレートル パリ・オペラ座管弦楽団 ルネ・デュクロ合唱団 | CD: EMI ASIN: B00005NW0A                   |
| 1973 | ジェームズ・キング クリスタ・ルートヴィヒ ベルント・ヴァイクル アレクサンダー・マルタ               | ジュゼッペ・パターネ ミュンヘン放送管弦楽団 バイエルン放送合唱団 | CD: SONY ASIN: B0002TY48S                  |
| 1978 | プラシド・ドミンゴ エレーナ・オブラスツォワ レナート・ブルゾン ピエール・トウ                       | ダニエル・バレンボイム パリ管弦楽団 パリ管弦楽団合唱団 | CD: Deutsche Grammophon ASIN: B00099BPOM   |
| 1981 | プラシド・ドミンゴ シャーリー・ヴァーレット ヴォルフガング・ブレンデル アルノルド・ヴォケタイティス | ジュリアス・ルーデル サンフランシスコ歌劇場管弦楽団 サンフランシスコ歌劇場合唱団 演出：ニコラ・ジョエル                                                                                      | DVD: Kultur Video ASIN: B00004ZEQF         |
| 1981 | ジョン・ヴィッカーズ シャーリー・ヴァーレット ジョナサン・サマーズ ジョン・トムリンソン             | コリン・デイヴィス ロイヤル・オペラ・ハウス管弦楽団 ロイヤル・オペラ・ハウス合唱団 演出：イライジャ・モシンスキー 美術：シドニー・ノーラン                                                   | DVD: ワーナーミュージック ASIN: B000EMH5W0 |
| 1992 | プラシド・ドミンゴ ヴァルトラウト・マイアー サミュエル・レイミー アラン・フォンダリー               | チョン・ミュンフン バスティーユ歌劇場管弦楽団 同合唱団 | CD: Warner Classics ASIN: B005HYNCOU       |
| 1998 | プラシド・ドミンゴ オリガ・ボロディナ セルゲイ・レイフェルクス リチャード・ポール・フィンク         | ジェームズ・レヴァイン メトロポリタン歌劇場管弦楽団 メトロポリタン歌劇場合唱団 演出：イライジャ・モシンスキー 装置＆衣装：リチャード・ハドソン                                               | DVD: Deutsche Grammophon ASIN: B0002CX4RM  |
| 1998 | ホセ・クーラ オリガ・ボロディナ ジャン=フィリップ・ラフォン エギルス・シリンス                      | コリン・デイヴィス ロンドン交響楽団 ロンドン交響合唱団 | CD: ERATO ASIN: B00005HI14                 |
| 2009 | トルステン・ケルル マリアンナ・タラソワ ニコラ・ミヤイロヴィッチ ミルコ・ボロヴィノフ               | トマーシュ・ネトピル アントワープ・フランダース歌劇場管弦楽団 フランダース歌劇場合唱団 演出：オムリ・ニツァン、アミル・ニザル・ズアビ 装置・衣装：アシュラフ・ハンナ、アミル・ニザル・ズアビ | DVD: EuroArts ASIN: B071ZSBC1V             |
| 2012 | ホセ・クーラ ユリア・ゲルセワ シュテファン・シュトール ルーカス・シュミット                         | ヨッヘム・ホッホシュテンバッハ カールスルーエ・バーデン州立劇場管弦楽団 バーデン州立劇場合唱団 演出、装置、衣装: ホセ・クーラ                                                                | DVD: Arthaus ASIN: B008P76XQU              |